# Naissance en 878
Naissance
- 874
- 875
- 876
- 877
- 878
- 879
- 880
- 881
- 882

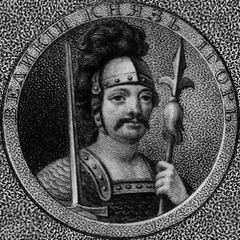
Igor de Kiev né en 878.

Cette page dresse une liste de personnalités nées au cours de  l'année 878 :
- Ibn Al Jazzar, médecin de l'Ifriqiya (Tunisie actuelle).
- Krishna II (en), empereur Rashtrakuta.
- Miron II de Cerdagne, comte de Cerdagne, de Berga, de Conflent et de Besalú.

date incertaine (vers 878)
- Bardas Phocas l'Ancien, notable et général byzantin.
- Igor de Kiev, prince de la Rus' de Kiev (Grand-duc de Kiev) de la dynastie des Riourikides.

## Crédit d'auteurs
- Cet article est partiellement ou en totalité issu de l'article intitulé « 878 » (voir la liste des auteurs).